# The Economist
A The Economist (ejtsd: dö ikánámiszt, am. A közgazdász) egy angol nyelvű heti hírmagazin, amely a "The Economist Newspaper Ltd" tulajdonában van. A lapot Londonban szerkesztik.

## Története
A hírmagazint 1843 szeptemberében alapította James Wilson. 1843. szeptember 2-án adták ki az első számot. 2007-ben hetente körülbelül 1,2 millió példányban jelent meg, melynek felét Észak-Amerikában értékesítették.
2007 nyara óta a magazin teljes anyaga mp3 hangformátumban is hozzáférhető előfizetők számára (audió kiadás).

### Főszerkesztők
- James Wilson 1843–1857
- Richard Holt Hutton 1857–1861[3]
- Walter Bagehot, 1861–1877[4]
- Daniel Conner Lathbury, 1877–1881[5]
- R. H. I. Palgrave, 1877–1883
- Edward Johnstone, 1883–1907[6]
- F. W. Hirst, 1907–1916
- Hartley Withers, 1916–1921
- Sir Walter Layton, 1922–1938
- Geoffrey Crowther, 1938–1956
- Donald Tyerman, 1956–1965
- Sir Alastair Burnet, 1965–1974
- Andrew Knight, 1974–1986
- Rupert Pennant-Rea, 1986–1993
- Bill Emmott, 1993–2006
- John Micklethwait, 2006–2014
- Zanny Minton Beddoes, 2015–